# Đại học âm nhạc Fryderyk Chopin
Đại học Âm nhạc Fryderyk Chopin (tiếng Ba Lan: Uniwersytet Muzyczny Fryderyka Chopina, UMFC) có vị trí ulica Okólnik 2 ở trung tâm Warsaw, Ba Lan. Đây là trường âm nhạc lâu đời nhất và lớn nhất ở Ba Lan và là một trong những trường lớn nhất ở châu Âu.

## Lịch sử

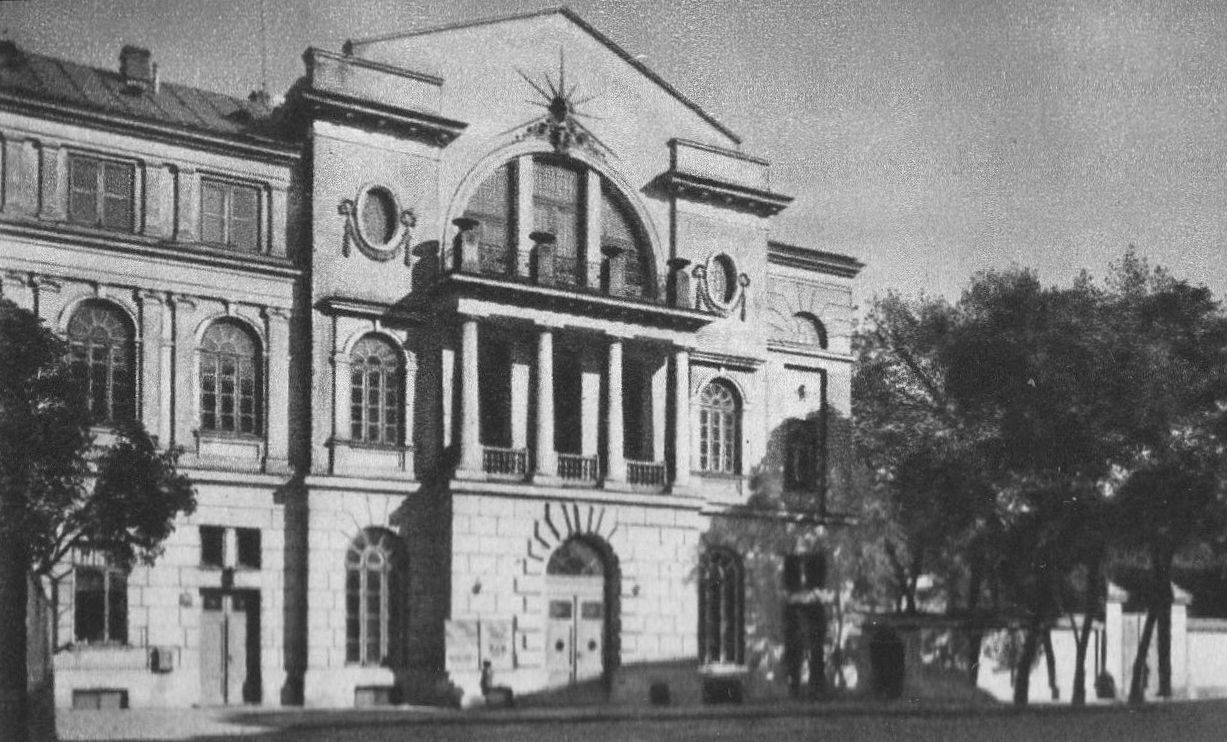
Nhạc viện Warsaw trước cuộc nổi dậy Warsaw, đường Okólnik

Được đặt tên theo nhà soạn nhạc người Ba Lan Frédéric Chopin (tên khai sinh là Fryderyk Chopin và người đã học ở đó từ năm 1826 đến 1829), [a] Đại học có từ Trường Âm nhạc dành cho các ca sĩ và diễn viên kịch được thành lập năm 1810 bởi Wojciech Bogusławski. Năm 1820, nó được chuyển đổi bởi giáo viên tiếp theo của Chopin, Józef Elsner, thành một trường âm nhạc tổng quát hơn, Viện Âm nhạc và Khai hoang; sau đó nó đã được liên kết với Đại học Warsaw và cùng với các trường Đại học khác, đã bị chính quyền đế quốc Nga giải tán trong các cuộc đàn áp diễn ra sau cuộc nổi dậy tháng 11 năm 1830. Năm 1861, nó được hồi sinh thành Học viện Âm nhạc Warsaw.
Sau khi Ba Lan giành lại độc lập vào năm 1918, Viện đã được nhà nước Ba Lan tiếp quản và được gọi là Nhạc viện Warsaw. Tòa nhà chính cũ của tổ chức đã bị phá hủy trong Thế chiến II, trong Cuộc nổi dậy Warsaw. Sau chiến tranh, năm 1946, ngôi trường được tái tạo thành Trường âm nhạc cấp cao hơn. Năm 1979, trường mang tên: Học viện âm nhạc Fryderyk Chopin. Năm 2008, trường một lần nữa đổi tên thành Đại học Âm nhạc Fryderyk Chopin.

## Các tòa nhà

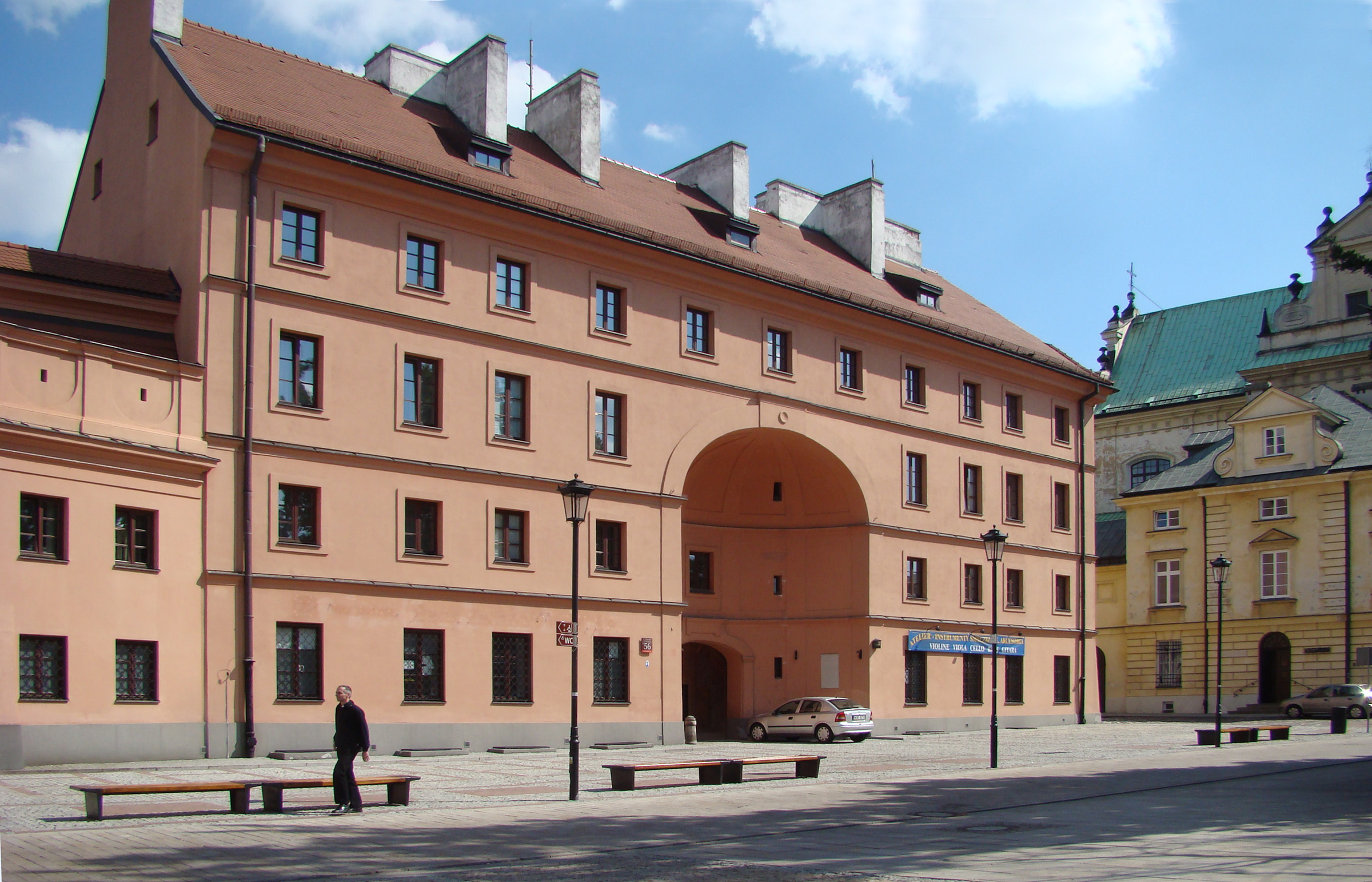
Dziekanka

Tòa nhà chính, tại ulica Okólnik 2 ở Trung tâm Warsaw, được xây dựng từ năm 1960 đến 1966. Nó chứa 62 phòng học cách âm; một phòng hòa nhạc (486 chỗ), Nhà hát Bài giảng Szymanowski (chuyển thể cho chiếu phim; 155 chỗ), Phòng âm nhạc Melcer Chamber (196 chỗ và một cơ quan Walcker được Piotr Grabowski lấy mẫu), Nhà hát Opera Moniuszko (53 chỗ) phòng nhịp điệu, ba phòng thu âm và ghi âm nhạc, phòng thu âm, thư viện và phòng đọc, văn phòng hiệu trưởng, văn phòng trưởng khoa, văn phòng quản lý, phòng khách, quán cà phê GAMA, và phòng khám bác sĩ và nha sĩ. Ngoài ra còn có một cửa hàng sách âm nhạc và cửa hàng sách cổ.
Trường cũng có ký túc xá riêng, Dziekanka, tại số 58/60 Krakowskie Przingmieście. Sau này trường còn có phòng hòa nhạc 150 chỗ ngồi của riêng mình.

## Kết cấu
Trường được chia thành bảy khoa: 
- Khoa I: Sáng tác, Xử lý và Lý thuyết Âm nhạc
- Khoa II: Piano, Harpsichord và Organ
- Khoa III: Nghiên cứu công cụ
- Khoa IV: Nghiên cứu về thanh nhạc và diễn xuất
- Khoa V: Tiến hành hợp xướng, Giáo dục âm nhạc, Âm nhạc nhà thờ, Nhịp điệu và Khiêu vũ
- Khoa VI: Chỉ đạo / Kỹ thuật âm thanh
- Khoa VII: Nghiên cứu về công cụ và giáo dục ở Białystok

### Giám đốc và hiệu trưởng
- Wojciech Bogusławski (1810–1814)
- Ludwik Osiński (1814−1816)
- Józef Elsner (1816–1830)
- Apolinary Kątski (1861−1879)
- Aleksander Zarzycki (1879−1888)
- Rudolf Strobl (1888−1891)
- Gustaw Roguski (1891−1903)
- Emil Młynarski (1903−1907)
- Stanisław Barcewicz (1910−1918)
- Emil Młynarski (1919−1922)
- Henryk Melcer-Szczawiński (1922−1927)
- Karol Szymanowski (1927−1929)
- Zbigniew Drzewiecki (1929−1930)
- Karol Szymanowski (1930–1931)
- Zbigniew Drzewiecki (1931–1932)
- Eugeniusz Morawski-Dąbrowa (1932−1939)
- Kazimierz Sikorski (1940−1944)
- Stanisław Kazuro (1945−1951)
- Stanisław Szpinalski (1951−1957)
- Kazimierz Sikorski (1957−1966)
- Teodor Zalewski (1966−1969)
- Tadeusz Paciorkiewicz (1969−1971)
- Regina Smendzianka (1972−1973)
- Tadeusz Wroński (1973−1975)
- Tadeusz Maklakiewicz (1975−1978)
- Bogusław Madey (1978−1981)
- Andrzej Rakowski (1981−1987)
- Kazimierz Gierżod (1987−1993)
- Andrzej Chorosiński (1993−1999)
- Ryszard Zimak (1999−2005)
- Stanisław Moryto (2005−2012)
- Ryszard Zimak (2012−2016)
- Klaudiusz Baran (from 2016)

### Giao sư honoris causa
- Igor Bełza
- Nadia Boulanger
- Plácido Domingo
- Jan Ekier
- Joachim Grubich
- Andrzej Jasiński
- Witold Lutosławski
- Andrzej Panufnik
- Arvo Pärt
- Krzysztof Penderecki
- Jean-Pierre Rampal
- Mstislav Rostropovich
- Arthur Rubinstein
- Witold Rudziński
- Jerzy Semkow
- Kazimierz Sikorski
- Stefan Śledziński
- Regina Smendzianka
- Stefan Sutkowski
- Tadeusz Wroński

### Giáo sư đáng chú ý
- Tadeusz Baird
- Henryk Czyż
- Zbigniew Drzewiecki
- Irena Dubiska
- Paweł Łukaszewski
- Witold Maliszewski
- Aleksander Michałowski
- Stanisław Moniuszko
- Witold Rudziński
- Ada Sari
- Tadeusz Szeligowski
- Karol Szymanowski
- Józef Turczyński
- Kazimierz Wiłkomirski
- Stanisław Wisłocki
- Władysław Żeleński

### Sinh viên đáng chú ý
- Kari Amirian
- Grażyna Bacewicz
- Thomas Böttger
- Elisabeth Chojnacka
- Frédéric Chopin
- Mikalojus Konstantinas Čiurlionis
- Ignacy Feliks Dobrzyński
- Marian Filar
- Grzegorz Fitelberg
- Mieczysław Karłowicz
- Stefan Kisielewski
- Paweł Klecki
- Hilary Koprowski
- Wanda Landowska
- Jerzy Lefeld
- Maciej Łukaszczyk
- Witold Lutosławski
- Jan Maklakiewicz
- Maciej Małecki
- Zygmunt Noskowski
- Jakub Józef Orliński
- Ignacy Jan Paderewski
- Andrzej Panufnik
- Olha Pasichnyk
- Piotr Perkowski
- Ludomir Różycki
- Antoni Szalowski
- Stanisław Szpinalski
- Tomasz Szukalski
- Alexandre Tansman
- Piotr Tomaszewski
- Zbigniew Turski
- Eugenia Umińska
- Moshe Vilenski[4]
- Małgorzata Walewska
- Mieczysław Weinberg
- Kazimierz Wiłkomirski

## Thi đấu
Trường tổ chức các cuộc thi âm nhạc sau đây:
- Cuộc thi violin độc tấu quốc tế Tadeusz Wronski (Międzynarodowy Konkurs T. sự khác biệt
- Cuộc thi organ quốc tế (Międzynarodowy Konkurs Organowy)
- Cuộc thi Wanda Landowska Harpsichord (Międzynarodowy Konkurs Klawesynowy im. W. Landowskiej)
- Cuộc thi Cello quốc tế Witold Lutoslawski (Międzynarodowy Konkurs Wiolonczelowy im. W. Lutosławskiego)

## Dàn nhạc
Trường có hai dàn nhạc: dàn nhạc giao hưởng và Dàn nhạc Đại học Chopin, cũng như dàn hợp xướng.

## Trích dẫn
1. ↑  Fryderyk Chopin University of Music at the International Chopin Information Center
2. 1 2 3  (tiếng Ba Lan) Akademia Muzyczna w Warszawie Lưu trữ ngày 3 tháng 3 năm 2016 tại Wayback Machine, Encyklopedia WIEM
3. ↑  Uniwersytet Muzyczny Fryderyka Chopina w Warszawie at Culture.pl (tiếng Ba Lan)
4. ↑  "Moshe Vilensky". Jewishvirtuallibrary.org. Truy cập ngày 31 tháng 7 năm 2011.